# Saint-Baudelle
Saint-Baudelle ist eine französische Gemeinde mit 1.181 Einwohnern (Stand: 1. Januar 2022) im Département Mayenne in der Region Pays de la Loire; sie gehört zum Arrondissement Mayenne und zum Kanton Mayenne. Die Einwohner werden Baudellois genannt.

## Geographie
Saint-Baudelle liegt an der Mayenne, etwa 23 Kilometer nordnordöstlich des Stadtzentrums von Laval. Umgeben wird Saint-Baudelle von den Nachbargemeinden Parigné-sur-Braye im Norden, Mayenne im Norden und Osten, Moulay im Südosten, Contest im Süden sowie Saint-Georges-Buttavent im Westen und Nordwesten.

## Bevölkerungsentwicklung
| Jahr                       | 1962 | 1968 | 1975 | 1982 | 1990 | 1999 | 2006 | 2019 |
| Einwohner                  | 217  | 215  | 295  | 501  | 721  | 1005 | 1132 | 1146 |
| Quellen: Cassini und INSEE |      |      |      |      |      |      |      |      |

## Sehenswürdigkeiten

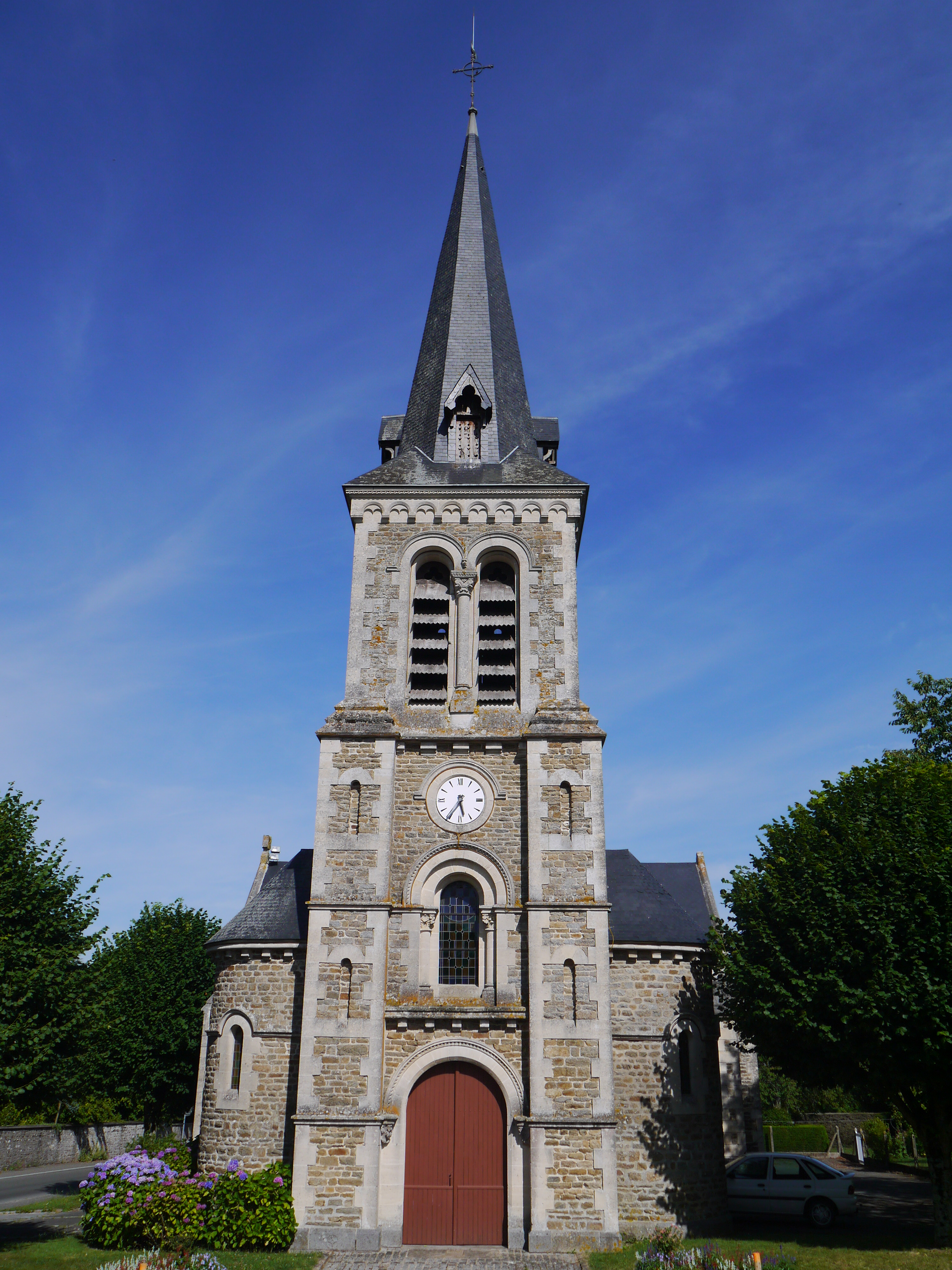
Kirche Saint-Baudelle

- Kirche Saint-Baudelle aus dem 19. Jahrhundert
- Priorat von Le Berne
- Schleusenwärterhaus
- Brücke über die Mayenne